# Euagathis novabritanica
Euagathis novabritanica är en stekelart som beskrevs av Van Achterberg 2004. Euagathis novabritanica ingår i släktet Euagathis och familjen bracksteklar. Inga underarter finns listade i Catalogue of Life.